# Орлинка (приток Оредежа)
Орлинка — река в России, протекает по Гатчинскому району Ленинградской области.
Исток — Орлинское озеро, восточнее села Орлино и южнее посёлка Дружная Горка. Устье реки находится в 144 км по правому берегу реки Оредеж. Длина реки — 12 км, водосборная площадь — 209 км².

## Данные водного реестра
По данным государственного водного реестра России относится к Балтийскому бассейновому округу, водохозяйственный участок реки — Луга. Относится к речному бассейну реки Нарва (российская часть бассейна).
Код объекта в государственном водном реестре — 01030000512102000025859.